# 趙玉盤
趙 玉盤（ちょう ぎょくばん、1099年 - 1141年）は、北宋の徽宗の長女（第一子）。

## 経歴
端王趙佶（後の徽宗）の側室鄭氏（後の顕粛皇后）の長女として生まれた。端王が皇帝に即位後、建中靖国元年（1101年）5月29日、徳慶公主の位を授けられた。大観3年（1109年）2月、嘉福公主の位を改授された。
政和3年（1113年）4月15日、嘉福帝姫の位を改授された。政和5年（1115年）4月28日、嘉徳帝姫を再授され、間もなく左衛将軍曾夤に降嫁した。
靖康の変後、金に連行され、宋王完顔宗磐の側室となった。金の天会8年（1130年）6月、玉盤は次婦（妾妻）の位を授けられた。
金の天眷2年（1139年）7月、完顔宗磐が処刑された。その後、完顔希尹は玉盤を熙宗に献じた。天眷3年12月（1141年1月）、玉盤は死去した。夫人の位を追贈された。

## 子女
- 女子 - 南宋で徐公選に嫁した[2]。
- 女子 - 南宋で胡邁に嫁した[3]。
- 女子 - 金で完顔撻撻（完顔希尹の三男）に嫁した[4]。

いずれも曾夤との娘。

## 逸話
- 完顔撻撻（玉盤の三女の夫）は、勇猛だが横暴であった。天眷2年（1139年）7月、熙宗に処刑命令を下され、撻撻は完顔宗磐を自ら手にかけて殺した。その後、宗磐の未亡人（玉盤？）を犯した。完顔希尹は家に帰り、次婦の李舜英（前夫は宋の和王趙栻）は文句を言った。希尹は怒り、撻撻は責罰され、玉盤を熙宗に献じた。

## 伝記資料
- 『靖康稗史箋證』
- 『宋会要輯稿』
- 『皇長女特封徳慶公主制』
- 『嘉福帝姫特改封嘉徳帝姫制』